# Золочево
Золочево (бел. Залачэва) — деревня в Мстиславском районе Могилёвской области Белоруссии. Входит в состав Мушинского сельсовета.

## География
Деревня находится в северо-восточной части Могилёвской области, в пределах Оршанско-Могилёвской равнины, на левом берегу реки Белая Натопа, на расстоянии примерно 11 километров (по прямой) к юго-западу от Мстиславля, административного центра района. Абсолютная высота — 187 метров над уровнем моря.

## История
Упоминается в 1758 году как деревня во Мстиславском воеводстве Великого княжества Литовского.
Согласно «Списку населенных мест Могилёвской губернии» 1910 года издания населённый пункт входил в состав Золочевского сельского общества Малятичской волости Чериковского уезда Могилёвской губернии. В деревне имелось 35 дворов и проживало 193 человека (92 мужчины и 101 женщина).

## Население
По данным переписи 2009 года, в деревне проживало 8 человек.